# 希里亞耶韋區

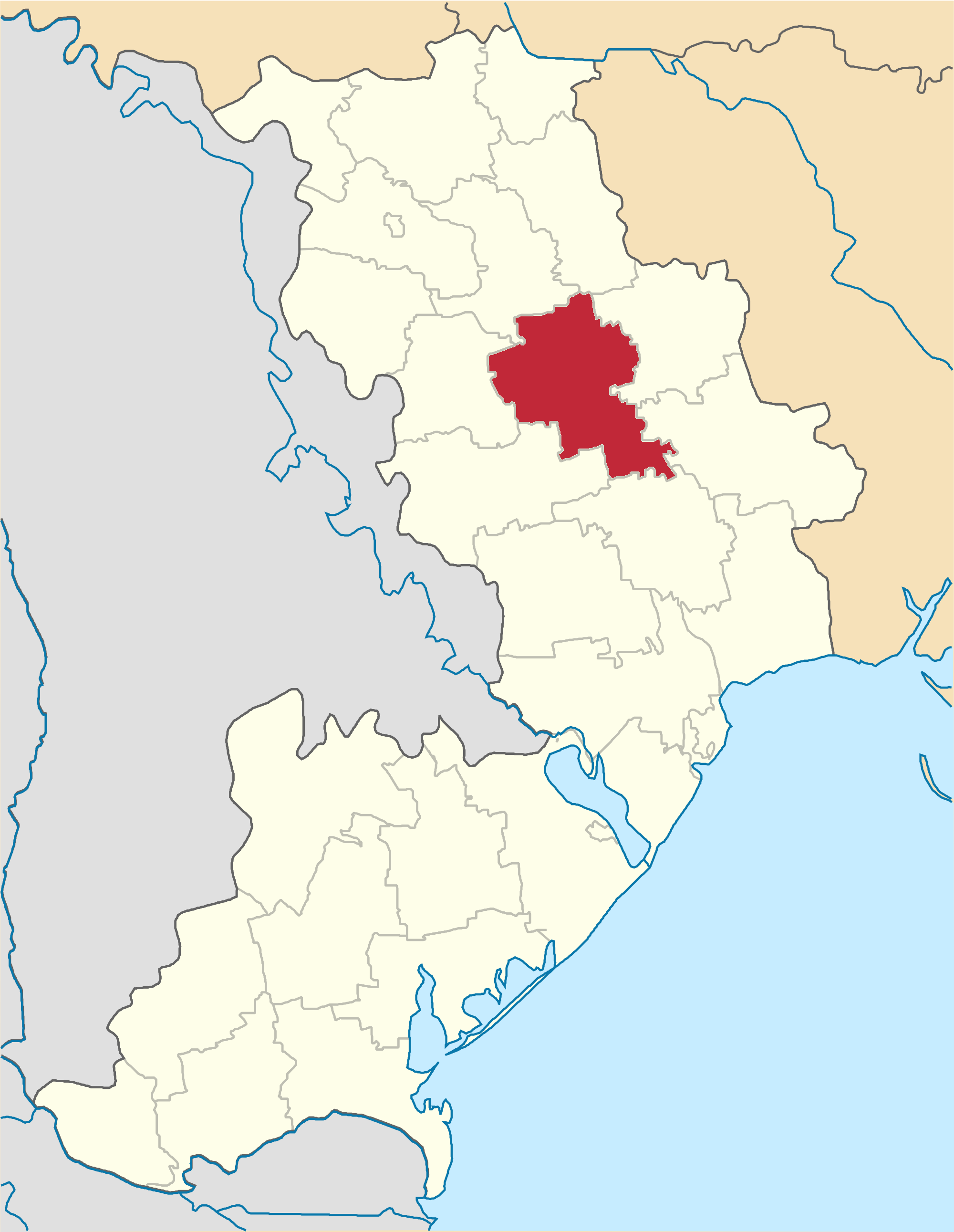
撤销前希里亞耶韋區在敖德萨州的位置

希里亞耶韋區（烏克蘭語：Ширяївський район），曾是烏克蘭西南部敖德薩州的一個區，行政中心設於希里亚耶韦，面積1,502平方公里，2013年人口27,391，人口密度每平方公里18.2人。
该区在2020年7月18日的乌克兰行政区划改革中被撤销，改革后敖德萨州下分为7个区，希里亞耶韋區合并至別列佐夫卡區。